# Zélée (glaciär)
Zélée är en glaciär i Antarktis. Den ligger i Östantarktis. Frankrike gör anspråk på området. Zélée ligger 228 meter över havet.
Terrängen runt Zélée är kuperad åt sydväst, men åt nordost är den platt. Trakten är obefolkad. Det finns inga samhällen i närheten. 